# Хиллер, Леджарен
Ле́джарен Хи́ллер (англ. Lejaren Arthur Hiller; 23 февраля 1924, Нью-Йорк — 26 января 1994, Буффало) — американский композитор, теоретик музыки и химик.
Хиллер первоначально изучал композицию и игру на гобое. Затем, вплоть до 1947 года, проходил химию в Принстонском университете и — параллельно теорию музыки у Мильтона Бэббита и композицию у Роджера Сешнса. В 1946—1961 годах Хиллер работает в исследовательской лаборатории фирмы DuPont в Вайнесборо, штат Виргиния, где он разработал методику работы с новыми красками на основе полиакрилнитрила (орлон).
С 1952 года Хиллер также преподаёт на факультете химии Иллинойского университета. Параллельно он продолжает своё музыкальное образование у Губерта Кесслера. При создании своих музыкальных произведений пользовался помощью компьютеров. В 1957 году он пишет свой первый музыкальный «электронный» опус ILLIAC Suite (String Quartet No. 4). В 1958 Хиллер переходит на музыкальный факультет и основывает там студию экспериментальной музыки. С 1968 года он — профессор музыкальной компонистики университета в Буффало. Преподавал и за пределами США: в 1973—1974 годах в Варшаве и в 1980 году — в Салвадоре де Байя (Бразилия). Кроме музыкальных произведений Хиллер является автором ряда работ по теории информатики и её связи с музыкой, и компьютерной музыкой — в частности.